# Fenfotingar
Fenfotingar (Pygopodidae) är en familj i ordningen fjällbärande kräldjur cirka 30 arter i Australien och Tasmanien, samt två arter på Nya Guinea.

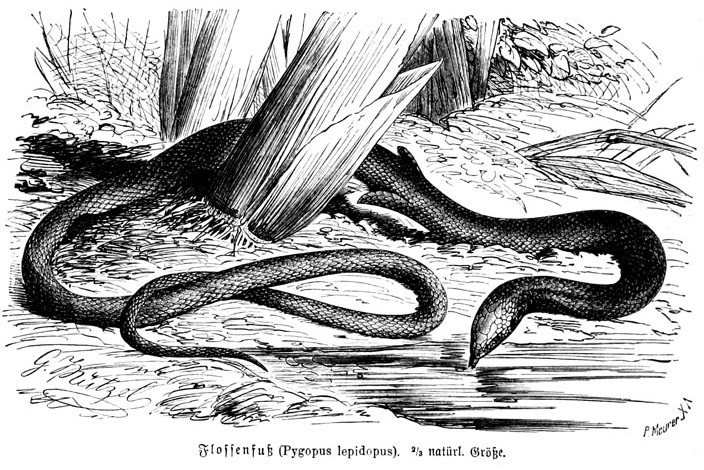
Pygopus lepidopodus, från Brehms djurliv

## Utseende
Dessa djur har en långsträckt kropp och rudimentära bakre extremiteter. De främre extremiteterna saknas helt. På så sätt liknar de i utseende ormar. Kroppslängden utan svans varierar vanligen mellan 7 och 12 cm. De minsta arterna som Delma australis är 5,9 cm långa och stora arter som Lialis jicari blir 31 cm långa (utan svans).

## Ekologi
Arterna vistas i öppna landskap och de vanligaste växterna tillhör släktet Spinifex.
De flesta familjemedlemmar är aktiva på dagen och de har huvudsakligen insekter som föda. Ibland förekommer en specialisering på myror, till exempel i släktet Aprasia. Fenfotingar kan liksom geckoödlor slicka ögonlocken med hjälp av tungan. I motsats till andra ödlor som nästan saknar fötter gräver arterna sällan i jorden. Dessa ödlor är ibland ganska högljudda. Honor lägger ägg som har en fast skål. Födan utgörs främst av leddjur. I släktet Lialis finns arter som har andra ödlor som föda.

## Systematik
Fenfotingar är nära släkt med geckoödlor.
Enligt ITIS bildas familjen av sju släkten.
- Aprasia
- Delma
- Lialis
- Ophidiocephalus
- Paradelma
- Pletholax
- Pygopus